# Jorge Rosell Castillo
Jorge Manuel Rosell Castillo es un político peruano. Fue Alcalde provincial de Cajabamba durante cuatro periodos entre 1981 a 1989 y 1993 a 1995.
Participó en las elecciones municipales de 1980 como candidato del Partido Aprista Peruano a la alcaldía de la provincia de Cajabamba en el departamento de Cajamarca siendo luego reelecto en las elecciones de 1983 y de 1986 siempre por el APRA. No participó en las elecciones municipales de 1989 porque se presentó a las elecciones generales de 1990 para tentar su elección como diputado por Cajamarca por el APRA sin obtener la elección por lo que en las elecciones municipales de 1993 vuelve a postular y ser elegido como alcalde provincial de Cajabamba. En 1995 vuelve a tentar su elección como congresista en las elecciones generales de ese año sin éxito. En 1998 busca ser reelegido nuevamente en Cajabamba pero queda en cuarto lugar. En las elecciones regionales del 2002 es candidato al Consejo Regional de Cajamarca por el Partido Aprista logrando su elección. Tento la reelección para este cargo en las elecciones regionales del 2010 sin éxito.